# Walery Sławek
Walery Jan Sławek (2. listopadu 1879 Strutynka – 3. dubna 1939 Varšava) byl polský politik, který během Pilsudského režimu třikrát sloužil jako předseda vlády Polska (1930, 1930–1931, 1935). Byl jedním z nejbližších Piłsudského spolupracovníků. Po jeho smrti ztratil pozice, a snad i proto spáchal sebevraždu. O příčině této sebevraždy se ale široce spekuluje.

## Život
Narodil se ve šlechtické, nicméně chudé rodině v Podolí (dnes Ukrajina, tehdy Ruská říše). Rodina byla příbuzná s rodinou skladatele a politika Ignacyho Jana Paderewského. V roce 1899 Sławek vystudoval obchodní školu ve Varšavě a začal pracovat pro pojišťovnu Horodiczka i Stamirowski. V té době se zapojil do činnosti několika socialistických organizací. V roce 1900 se přestěhoval do Lodže. Brzy poté vstoupil do Polské socialistické strany, která se zaměřovala na boj s carskými úřady a za polskou nezávislost. Po návratu do Varšavy v květnu 1901 byl jmenován jedním z vedoucích místní organizace strany. Často byl vysílán na mise do jiných měst Ruské říše. Ve Vilniusu se při té příležitosti roku 1902 setkal a spřátelil s budoucím maršálem Józefem Piłsudskim a Aleksanderem Prystorem. V červnu 1902 byl zvolen vůdcem strany pro gubernie Kielce a Piotrków Trybunalski. V té době se zamiloval do Wandy Juszkiewiczové, nevlastní dcery Józefa Piłsudského. Stala se jeho životní láskou a po její předčasné smrti Sławek do žádného dalšího vztahu již nevstoupil.
6. března 1903 byl poprvé zatčen ruskou policií. Byl poslán do vězení v Piotrków Trybunalski. Uprchl 18. prosince 1903 při převozu do vězení v Sieradzu. Brzy poté, na příkaz Piłsudského, začal pracovat na vytvoření tajné, polovojenské organizace v rámci socialistické strany. 13. listopadu 1904 uspořádal na varšavském Grzybowského náměstí velké proticarské shromáždění. Sławek některým účastníkům dodal i zbraně a demonstrace skončila přestřelkou s policií. Byl to první akt ozbrojeného odporu v Kongresovém Polsku od lednového povstání. Během sjezdu strany v roce 1905 byl Sławek zvolen do Ústředního výboru, jako jeho nejmladší člen. Zajímavostí je, že Sławek sám se nikdy nepovažoval za skutečného socialistu. Socialistickou stranu ale viděl jako jedinou organizaci, která může vybojovat nezávislé Polsko.
Během revoluce v roce 1905 byl klíčovým členem ozbrojeného křídla Polské socialistické strany a zúčastnil se mnoha akcí. 10. září 1905 byl zatčen a uvězněn ve varšavské citadele. Ruské úřady plánovaly poslat ho na Sibiř, ale 19. října byla vyhlášena amnestie a 4. listopadu 1905 byl Sławek propuštěn. Pokračoval pak v odbojové činnosti. Při pokusu o útok na vlak u Milanówku 9. června 1906 mu v ruce vybuchla bomba, která mu poranila hlavu a hrudník. Přišel o levé oko, tři prsty na pravé ruce a dva prsty na levé ruce. Trvale též ztratil sluch v levém uchu a po zbytek života nosil vousy, aby zakryly četné jizvy v obličeji. Když byl znovu zatčen, bylo mu soudem nařízeno opustit Ruskou říši. Odešel do Krakova, který se tehdy nacházel v Rakousku-Uhersku. Tam podstoupil dvě operace, které zlepšily jeho zdravotní stav. Přesto trpěl těžkými depresemi, způsobenými jak zraněními, tak smrtí své ženy.
Józef Piłsudski mu nařídil, aby dohlížel na stranické finance. V roce 1908 byl poslán do Paříže a po návratu se zúčastnil legendárního přepadení poštovního vlaku v Bezdanech, pod Piłsudského velením. 1. června 1909 byl Sławek zatčen rakouskými úřady jako člen odbojové organizace Związek Walki Czynnej. Po dvou týdnech byl propuštěn, na přímluvu rakouské vojenské rozvědky (Hauptkundschaftstelle), která s vedením této odbojové skupiny tajně spolupracovala. Rakušané si totiž vysoce cenili informací o ruské armádě v Kongresovém Polsku, které jí polští odbojáři poskytovali.
Po vypuknutí první světové války vstoupil Sławek do polských legií. V roce 1915 byl poslán Piłsudským do Varšavy, aby vytvořil místní struktury Polské vojenské organizace (Polska Organizacja Wojskowa), tajné bojové organizace. Zároveň vytvořil tajnou organizaci válečných zajatců s názvem Vojenské sdružení (Zwiazek Wojskowy), později přejmenované na Organizaci A. V prosinci 1916, po vytvoření Prozatímní státní rady, se stal členem její Vojenské komise. Po zhoršení vztahu mezi Němci a Piłsudským (Kryzys przysięgowy) byl Sławek Němci zatčen (13. července 1917) a uvězněn ve varšavské citadele, později ve Szczypiornu a Modlinu. 12. listopadu 1918 byl propuštěn.
1. ledna 1919 nastoupil do 4. (zpravodajského) oddělení generálního štábu. V květnu 1919 byl poslán do litevského pohraničí, kde se pokusil dohodnout s litevským generálem Silvestrasem Zukauskasem. Účelem bylo otevřít společnou polsko-litevskou protibolševickou frontu, ale jeho pokus selhal. V listopadu 1919 odjel do Tallinnu, aby jednal s vyslanci estonské a lotyšské vlády. V lednu 1920 byl poslán na Ukrajinu, kde spolupracoval s civilním komisařem pro Podolí a Volyň Antoni Minkiewiczem. Poté se stal polským vyslancem v Ukrajinské lidové republice Symona Petliury. Spolu s Wacławem Jędrzejewiczem podepsal vojenský dodatek ke smlouvě mezi Polskem a Ukrajinskou lidovou republikou. Po zbývající část polsko-sovětské války zůstal v jihovýchodních provinciích Polska, kde se pokusil vytvořit smíšené polsko-ukrajinské dobrovolnické jednotky.
Po válce, v letech 1922 až 1923, navštěvoval vojenskou školu ve Varšavě (Wyższa Szkoła Wojenna). Po promoci a povýšení na důstojníka generálního štábu byl poslán do Lodže. V té době se stal svobodným zednářem. 30. června 1924 se stal spolu s Adamem Skwarczyńským předsedou Svazu polských legionářů. Během květnového převratu v roce 1926 zůstal věrný Piłsudskému, který převrat provedl, byť se nezúčastnil žádných vojenských aktivit. Po převratu se vrátil do aktivní služby, v armádě zůstal až do roku 1928. Brzy po květnovém převratu pověřil Piłsudski Sławka vyjednáváním s příslušníky polské šlechty. Jeho úkolem bylo přesvědčit je, aby podpořili sanační režim. Na podzim roku 1927 byla vytvořena neformální „Rada plukovníků“. Skládala se ze skupiny blízkých vojenských spolupracovníků Piłsudského a v jejím čele stál Sławek. Schůzky rady se konaly v jeho varšavském bytě.
Před polskými parlamentními volbami v roce 1928 přišel Sławek s myšlenkou vytvoření nového provládního politického orgánu, Nestranického bloku pro spolupráci s vládou (Bezpartyjny Blok Współpracy z Rządem), jehož se stal předsedou. Po vítězství bloku ve volbách byl Sławek hlavním ideologem hnutí a jednou z nejvlivnějších osob v zemi. Po pádu vlády Kazimierze Bartela se 29. března 1930 stal Sławek předsedou vlády. Vytvoření nového kabinetu mělo za následek zhoršení vztahů mezi vládou a Sejmem. Opoziční koalice Centrolew vyzvala k mimořádnému zasedání parlamentu, ale prezident Ignacy Mościcki odmítl. 30. června se v Krakově konalo velké protivládní shromáždění. Velikost odporu vládu zaskočila a 23. srpna 1930 Sławek odstoupil se zdůvodněním, že nemůže být premiérem a předsedou nestranického bloku zároveň. Po volbách se ale vrátil na předchozí post a znovu se stal polským premiérem (4. prosince 1930). Vzhledem k tomu, že konec roku 1930 a začátek roku 1931 trávil Piłsudski na Madeiře, byl Sławek v té době nejdůležitější osobou v Polsku. Čelil několika potížím: ekonomická situace země se zhoršovala, opozice zuřivě napadla kabinet a vrcholil boj s Ukrajinci ve východní Haliči. Sławek zaujal vůči opozici tvrdý postoj a vláda rychle přijala řadu nových nařízení. Dne 26. května 1931 Sławek rezignoval na svůj post, nahradil jej Aleksander Prystor. Sławek pak věnoval svůj čas psaní nové ústavy, spolu s Kazimierzem Świtalskim a Stanislawem Carem. Tato tzv. Dubnová ústava byla schválena Sejmem 23. dubna 1935. Zavedla v Polsku prezidentský systém s určitými prvky autoritářství.
28. března 1935 byl Sławek potřetí jmenován předsedou vlády. Protože se však po smrti Józefa Piłsudského (12. května 1935) považoval za nového vůdce Polska, rozhodl se Mościcki uzavřít proti němu spojenectví s Edwardem Rydz-Śmigłym. V druhé polovině roku 1935 začal Sławek ztrácet svou pozici a 12. října 1935 rezignoval. 30. října rozhodl o rozpuštění Nestranického bloku. Brzy poté Ignacy Mościcki nabídl Sławkovi křeslo předsedy vlády pod podmínkou, že se jeho člověk Eugeniusz Kwiatkowski stane jeho zástupcem. Sławek odmítl a v důsledku toho byl novým premiérem jmenován Marian Zyndram-Kościałkowski.
Koncem 30. let 20. století Sławek plánoval nahradit rozpuštěný Nestranický blok novou strukturou nazvanou Společná organizace společnosti (Powszechna Organizacja Społeczeństwa). Jeho nápad byl tvrdě kritizován Edwardem Rydz-Śmigłym. O několik týdnů později byl jmenován předsedou Institutu moderní historie Józefa Piłsudského, což byla funkce, která ho měla držet stranou od politického života. 11. listopadu 1936 prezident Mościcki nominoval Edwarda Rydz-Śmigłyho na post polského maršála. Většina tzv. Piłsudského plukovníků odmítla demonstrativně prezidentské pozvání na tuto událost. Sám Sławek se rozhodl pozvání přijmout, ale později prohlásil, že šlo o jeden z nejsmutnějších dnů jeho života, neboť Piłsudski byl jedinou osobou hodnou maršálské hodnosti. 21. února 1937 oficiálně vznikl Tábor národní jednoty. Šlo o organizaci, jež měla Rydz-Śmigłymu poskytnout neomezenou moc. 22. června 1938, po smrti Stanisława Cara, se Sławek stal novým předsedou Sejmu. Parlament však byl prezidentem 18. září rozpuštěn. Nové volby se konaly 6. listopadu 1938. Sławek nedokázal získat křeslo v parlamentu.
Dne 2. dubna 1939 ve 20:45 hodin (přesný čas Piłsudského smrti) se Sławek zastřelil ve svém varšavském bytě. Před sebevraždou napsal dopis na rozloučenou, ve kterém ale čin nezdůvodnil. Stálo v něm: „Všemohoucí Bůh mi snad odpustí mé hříchy, včetně tohoto posledního.“ Dále zanechal dopis pro prezidenta Mościckiho, jeho obsah však nebyl nikdy zveřejněn. Kulka uvízla Sławkovi na patře a byl převezen do vojenské nemocnice Józefa Piłsudského. Podstoupil transfuzi krve a poté dvouhodinovou operaci. Jeho stav se dočasně zlepšil, ale 3. dubna zemřel. Pohřeb se konal 5. dubna. Sławek byl pohřben na hřbitově Powązki. Pohřeb byl tichou demonstrací těch stoupenců Piłsudského, kteří se postavili proti režimu Rydz-Śmigłyho. Sám Rydz-Śmigły byl na hřbitově přítomen, ale nemohl se k rakvi přiblížit, v tom zabránili Piłsudského plukovníci, kteří ho zároveň obvinili ze Sławkovy smrti.
Jak to v podobných případech bývá, kolem sebevraždy se vyrojila řada spekulací. Polský spisovatel a letecký pilot Mieczysław Pruszyński ve své knize Tajemnica Piłsudskiego tvrdí, že Sławkova sebevražda byla přímo spojena s anglo-polskou vojenskou aliancí a britskou zárukou Polsku, kterou získal Józef Beck: „Sławek se zabil poté, co byla oznámena a přijata britská záruka Polsku. Tato záruka se pro Adolfa Hitlera stala casus belli. Sławek byl toho názoru, že taková aliance zaměřená proti Třetí říši musí skončit polsko-německou válkou. Tedy válkou, před kterou až do posledních dnů svého života varoval Józef Piłsudski (...) Beckova cesta do Londýna pro něj znamenala válku s Německem a konec Polska“. Několik hodin před svou smrtí se Sławek setkal s mužem jménem Bogdan Podoski, kterému řekl: „Vím to, mám pocit, že vedou Polsko do záhuby, a nevím, jak tomu zabránit“.
V roce 2004 v článku polské verze Newsweeku historik Dariusz Baliszewski napsal, že na začátku jara 1939 skupina předních polských politických osobností, jako generál Kazimierz Sosnkowski, bývalý premiér Leon Kozłowski a Kazimierz Puzak, plánovala puč, ve kterém se chtěli zbavit Józefa Becka, Ignacyho Mościckiho a Edwarda Śmigły-Rydze, kteří se vcelku nedávno rozhodli pro probritskou politiku. Novým polským prezidentem měl být zvolen Walery Sławek, ale spiknutí bylo odhaleno. Aby se Sławek vyhnul ostudě, buď se zabil, nebo byl zavražděn, soudí Baliszewski.